# El collaret de perles
Lo collaret de perlas (El collaret de perles, en català normatiu) és un drama en tres actes i en vers, original de Serafí Pitarra, pseudònim de Frederic Soler. Estrenat al teatre Romea de Barcelona, la nit del 17 de març de 1870.
L'acció té lloc en una masia rica, molt a prop d'un poble de Catalunya, any 1813.

## Repartiment de l'estrena
- Scinta: Francisca Soler.
- Albert: Josep Clucellas.
- Benet: Lleó Fontova.
- Esteve: Joan Bertran.
- Mossèn Josep: Fèlix Ribot.
- Gabriel: Francesc Puig.
- D. Anton: Ròmul Cuello.
- Felip: Iscle Soler.
- Oriol: Joan Perelló.
- Genís: Joan Pi.
- Joan: Joaquim Pinós.
- Laia: Gaietana Vidal.
- Cristeta: Rosa Cazurro.
- Agnès: Miquela Francesconi.
- Pagesos, pageses, noies petites i mossos.[2]